# Mobile Learning Awards
Els Mobile Learning Awards reconeixen els projectes més innovadors de docents i centres educatius de Catalunya a través de l'ús de la tecnologia mòbil a l'educació dins del Mobile World Congress celebrat a la ciutat de Barcelona des de l'any 2006 i amb previsió de continuar-ho fent fins a l'any 2023.
Aquests premis estan inserits dins d'aquest congrés amb influència mundial.

## Història i objectius
El Mobile Learning Awards és un concurs que existeix des de l'any 2012, el qual té l'objectiu d'ajudar els alumnes i els docents a integrar les tecnologies mòbils a l'aula de manera eficaç. La tecnologia mòbil permet l’accés a materials actualitzats, millora la col·laboració i reforça el compromís de l'alumne, cosa que permet obrir noves vies d'ensenyament i aprenentatge que milloren el rendiment i l’ocupabilitat.
ELs objectius d'aquests premis són:
1. Promoure l'aprenentatge mòbil
2. Millorar les competències digitals[4]
3. Construir espais oberts en l'educació TIC[5]

## Categories
Els mSchools Student Awards es poden classificar en categories diferents, des del 2012 s'han realitzat un conjunt de canvis, és per això que per tal d'adaptar-se a la competència digital, l'any 2017, dins el Mobile World Congress s'han dividit les activitats a 3 categories diferents:
App Education 2017: La finalitat del concurs App Education és donar a conèixer els projectes creats per l'alumnat implicat en aquesta proposta didàctica del programa mSchools i premiar les propostes més reeixides.
Mobile History Map 2017: L'objectiu del concurs “mSchools Student Awards – Mobile History Map” és fomentar el treball col·laboratiu de l'alumnat dels centres participants en la plataforma de geolocatlizació Mobile History Map, mitjançant el desenvolupament de continguts d'interès i premiar-ne les aportacions més reeixides. .
Scratch Challenge: Aquest concurs vol premiar projectes de Scratch dels alumnes de 5è i 6è per tal de reconèixer la tasca al voltant de la programació que estan duent a terme molts professors i professores dels centres escolars de Catalunya.